# Marinus Kraus
Marinus Kraus (Rosenheim, 13 de febrero de 1991) es un deportista alemán que compitió en salto en esquí. 
Participó en los Juegos Olímpicos de Sochi 2014, obteniendo una medalla de oro en la prueba de trampolín grande por equipos (junto con Andreas Wank, Andreas Wellinger y Severin Freund).

## Palmarés internacional
| Juegos Olímpicos | Juegos Olímpicos | Juegos Olímpicos | Juegos Olímpicos |
| Año              | Lugar            | Medalla          | Prueba           |
| ---------------- | ---------------- | ---------------- | ---------------- |
| 2014             | Sochi (Rusia)    | Medalla de oro   | TG por equipos   |